# Euphorbia debilispina
Euphorbia debilispina är en törelväxtart som beskrevs av Leslie Larry Charles Leach. Euphorbia debilispina ingår i släktet törlar, och familjen törelväxter. Inga underarter finns listade i Catalogue of Life.

## Bildgalleri

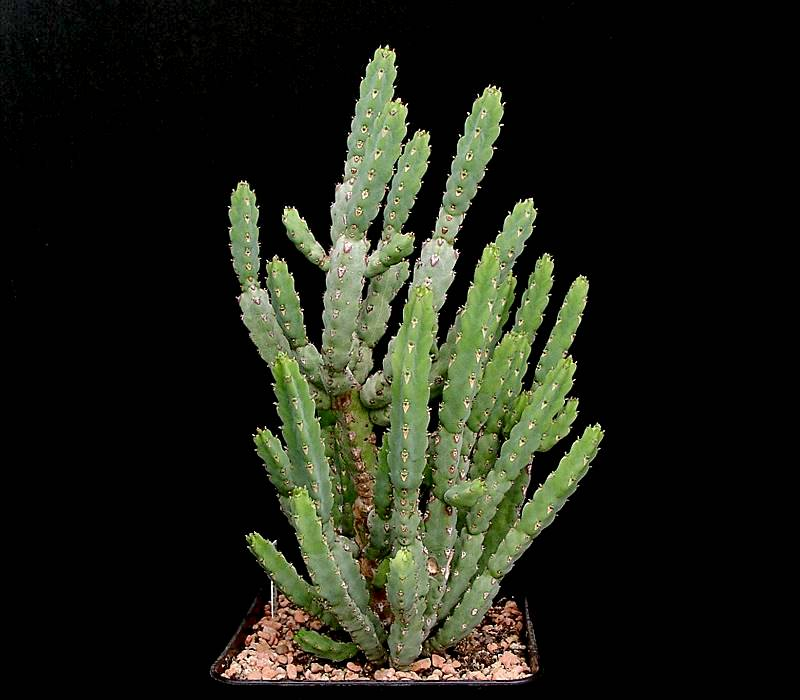
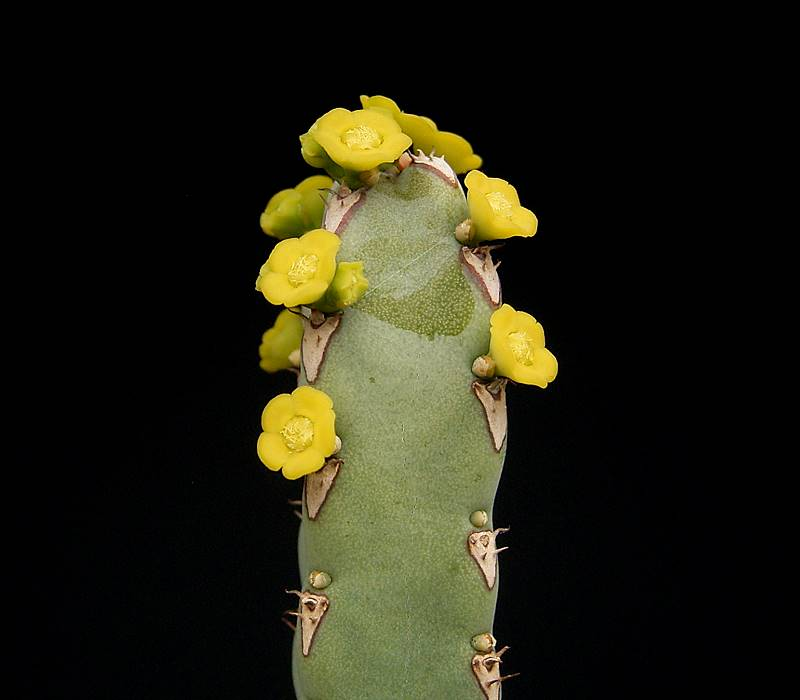
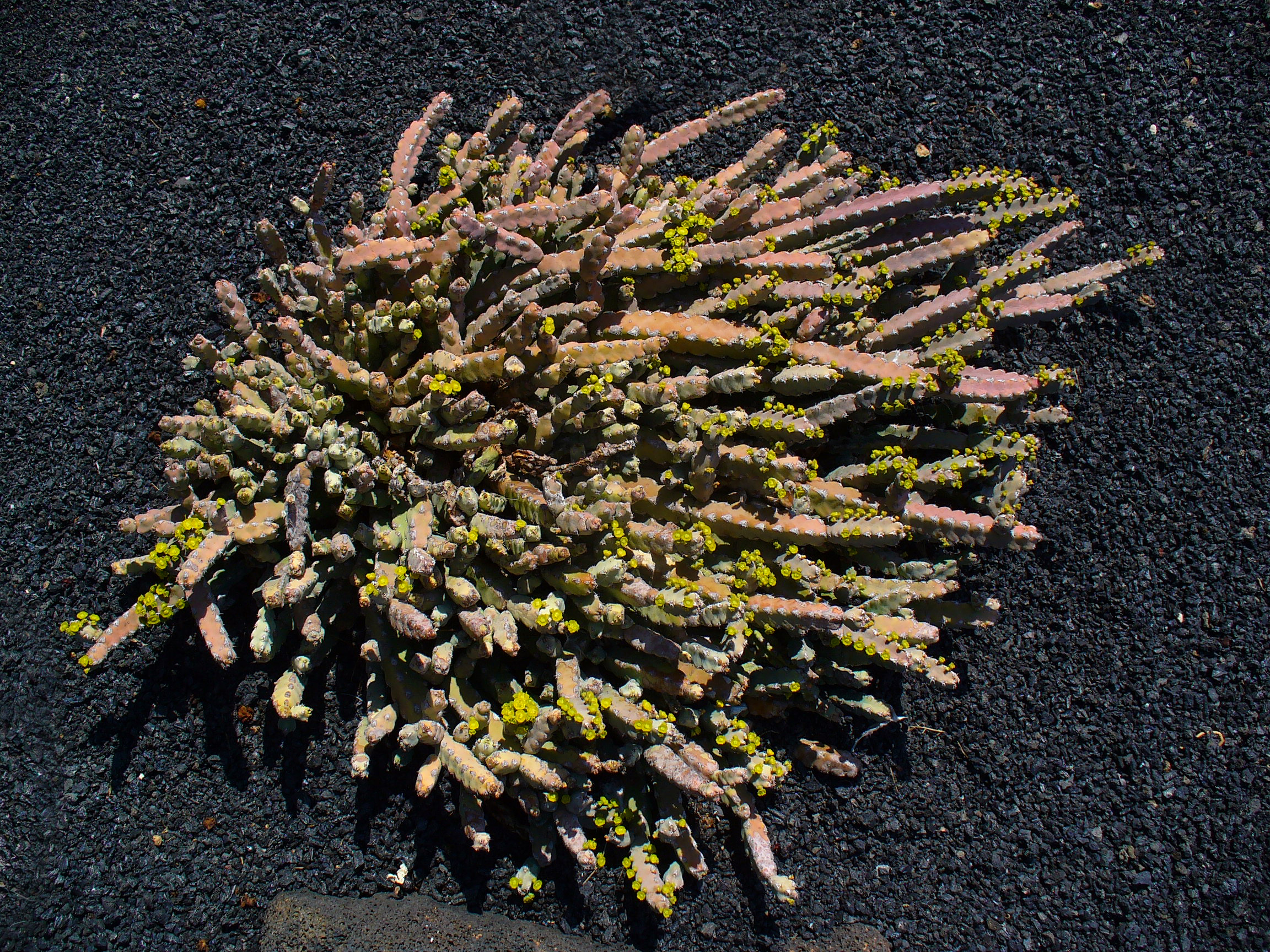
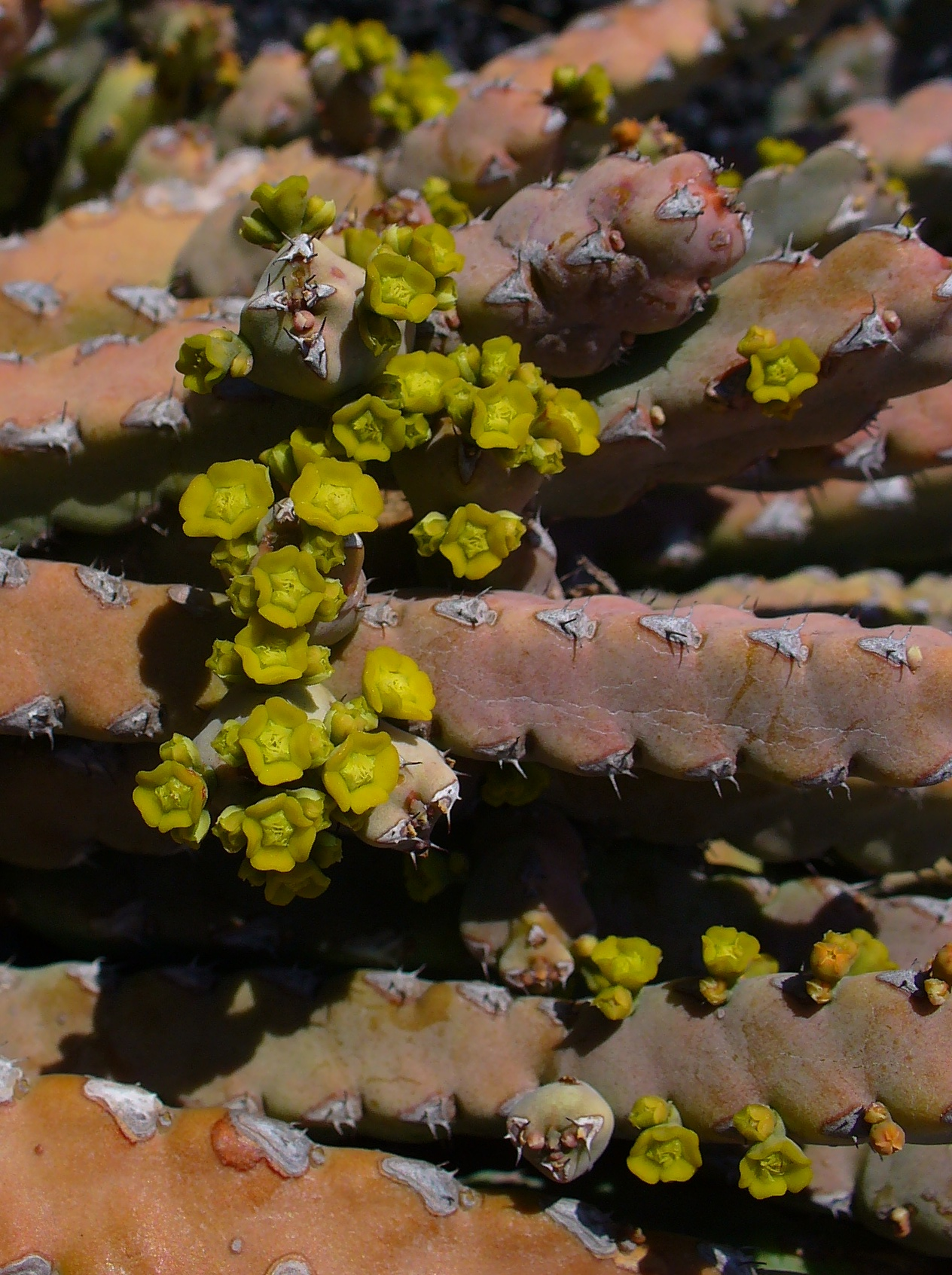
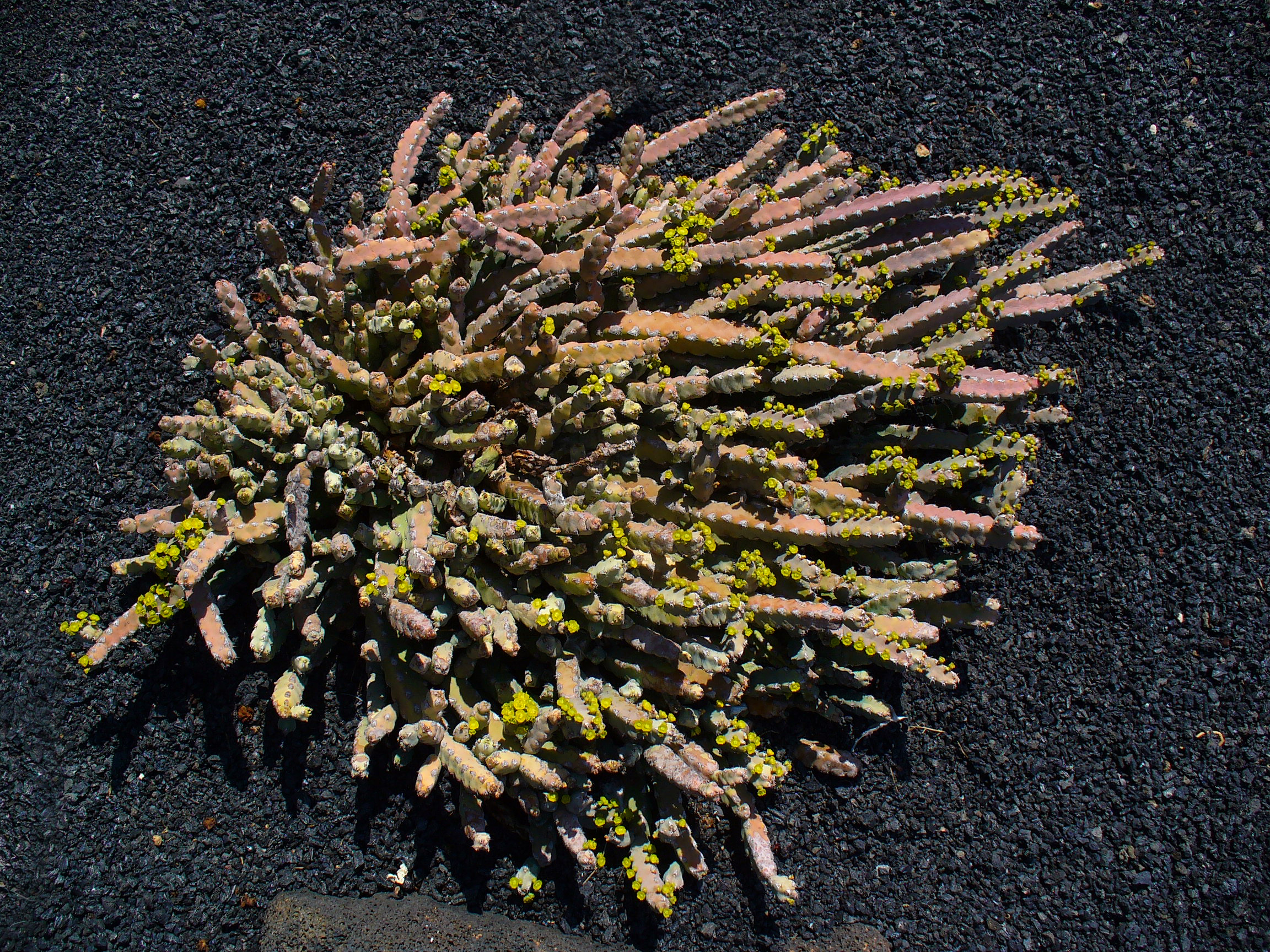
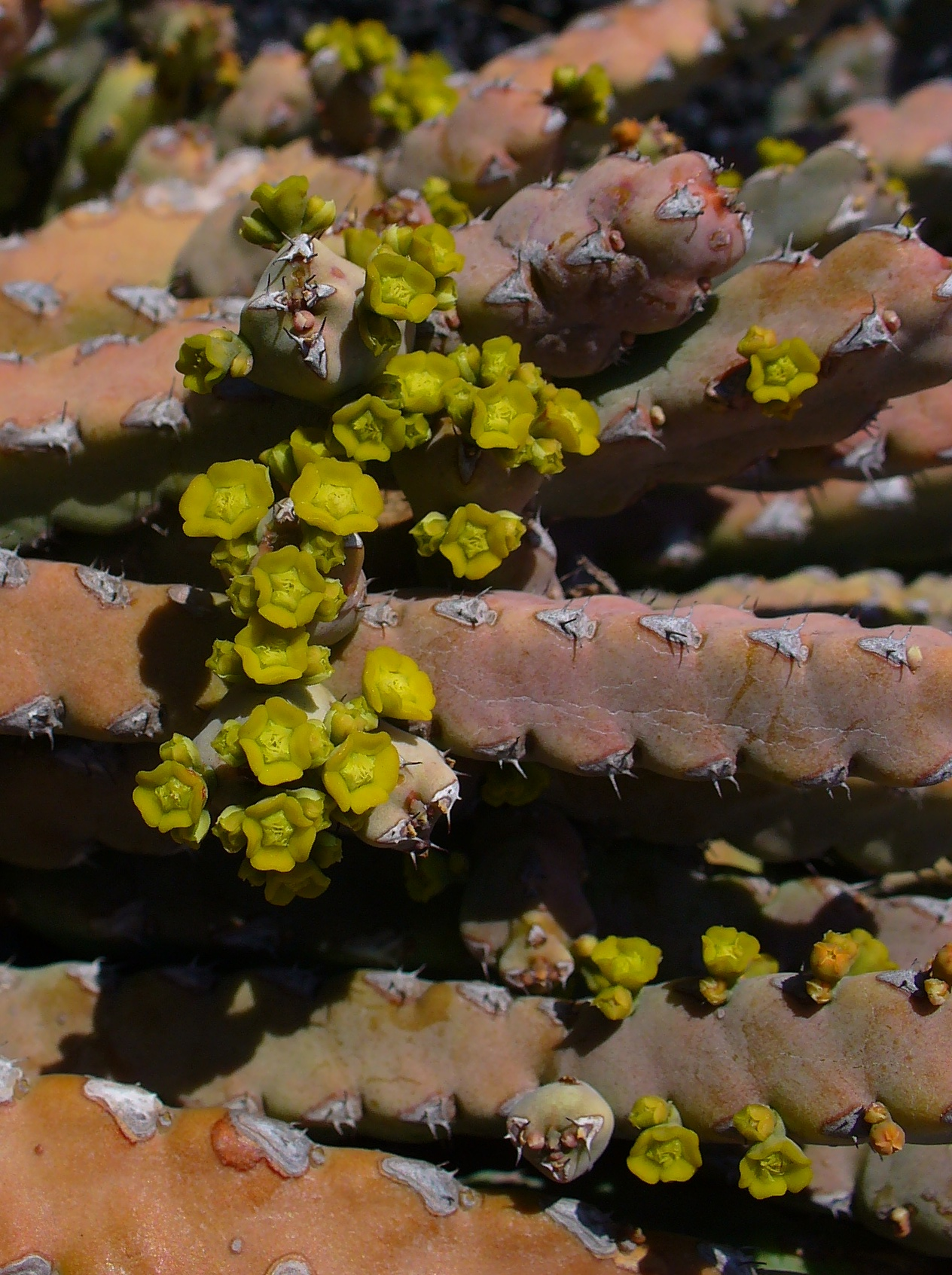